# プリクラ大作戦
『プリクラ大作戦』（プリクラだいさくせん）は、アトラス製作のアーケードゲーム機で、アクションシューティングゲーム。1996年稼動開始。同年にはセガサターン版を発売している。
「プリクラ」はプリンセス・クララの略。
キャラクターデザイン及びイラストは椎名優が行っている。

## 概要
魔法の国「ミラクルワールド」の平和とウララ王女（＝「クララ」の姉）を救い出すために、「クララ」、「キララ」（＝クララの双子の妹）、「グレイ」（＝ウララ王女の恋人）が活躍するファンタジー・アクション。
対戦型格闘ゲーム『豪血寺一族』シリーズの「クララ」が主役のスピンオフ作品である。
発売前の仮タイトルは「キラキラクラクラ大作戦」であったが、同社のヒット商品である「プリント倶楽部（プリクラ）」にあやかった名前をつけたことで注目を集めた。
ゲーム内容としては、斜め視点(クォータービュー)のアクションシューティング。移動レバーと、ショット、アタック、ボムの3つのボタンを使用する。レバーを素早く入力すると回避移動が可能。
ショットで敵を倒すと動物に、アタック(近接攻撃)で倒すと宝石が出現する。アタックで倒した場合、敵は爆発を起こし、他の敵に誘爆することができる。誘爆で連続して倒すと、出現する宝石が大きくなり、より高得点アイテムになる。また、宝石は連続して同じ色を取ると得点が倍加する。
どの操作キャラクターも、卵型のお供をつれており、敵に攻撃を仕掛けてくれる。このお供は動物、宝石の獲得数が一定を超えることで、ステージクリア時に最大10種類に進化する。ボムは、お供の種類によって内容が変化する。

## 登場人物
クララ
声 - 倉田雅世
本作の主人公。キララと性能的には似ているが、比較するとショットパワーが強く、アタックが弱い。パワーアップするとスーパークララに変身可能。
キララ
声 - 半場友恵
クララの双子の妹。性能はクララと似通っているが、こちらのほうがアタックが強く、代わりにショットパワーが弱めだが広範囲に攻撃できる。なおプロフィールは血液型なども含めクララと差別化されている。
パワーアップするとスーパーキララに変身可能。
グレイ
声 - 大本眞基子
通常時は敵の呪いで太ったネコのような生物に変えられている。ショットパワー・アタックともに強めだが、移動スピードが低い上に当たり判定が大きく、アタック後の隙が大きい為扱いは一番難しいキャラクター。
パワーアップすると元の人間の姿になり、かなりの美男子。
ウララ
声 - 水沢潤
サブキャラクター。イベントデモなどで姿を見せる。